# Bettina Funcke
Bettina Funcke (* 1971 in Münster) ist eine deutsche Kunstwissenschaftlerin.

## Werdegang
Funcke studierte Philosophie, Kunstwissenschaft und Medientheorie an der Staatlichen Hochschule für Gestaltung Karlsruhe und dem Zentrum für Kunst und Medientechnologie|ZKM, Karlsruhe. Nach dem Magister-Abschluss ging sie nach New York.
Von 1999 bis 2007 war sie erst als Praktikantin, dann als Lektorin der Dia Art Foundation in New York tätig. Anschließend war sie Herausgeberin für die Kunstzeitschrift Parkett in den USA. 2007 wurde sie Mitgründerin des Kunstverlags „The Leopard Press“ und Mitglied der Gruppe „Continuous Project“. Sie hielt Vorträge zur Ästhetik, Kunsttheorie und Kunstkritik am Bard College, am ZKM in Karlsruhe, an der Columbia University und an der Yale University. Parallel dazu entstand ihre Dissertation, die in Karlsruhe von Boris Groys und Peter Sloterdijk betreut wurde.
Als Autorin für Zeitgenössische Kunst schreibt sie Beiträge für internationale Kunstzeitschriften wie Artforum, Bookforum, Parkett und Texte zur Kunst.
Funcke wurde 2010 von Carolyn Christov-Bakargiev zur Leiterin der Publikationsabteilung der dOCUMENTA (13) berufen und verantwortete den Kurzführer, den Katalog und einen Bildband. Gemeinsam mit Chus Martínez betreute sie auch die Herausgabe der Reihe „100 Notizen - 100 Gedanken“.
Die Autorin und Herausgeberin lebt in New York. Sie ist verheiratet und Mutter einer Tochter.

## Schriften
- Pop or Populus - Art Between High and Low. Mit Illustrationen von Wade Guyton. König, Köln ISBN 978-3-86560-288-6 ** englische Ausgabe Sternberg Press, Frankfurt am Main, 2009, ISBN 978-1-933128-89-4.
- Fionn Meade, Bettina Funcke, Liz Kotz: Elad Lassry. JRP|Ringier, Zürich, 2011, ISBN 978-3-03764-152-1.
- Maurizio Cattelan, Bettina Funcke, Massimiliano Gioni, Ali Subotnick: Charley. Deste Foundation for Contemporary Art, Athen, 2002, ISBN 978-1-56466-092-3.